# Биатлон
Биатло́н (от лат. bis — дважды и др.-греч. ἆθλον — состязание, борьба) — зимний олимпийский вид спорта, сочетающий лыжные гонки со стрельбой из винтовки. C 1994 года официальные международные соревнования по биатлону, включая Кубок мира и чемпионаты мира, проходят под эгидой Международного союза биатлонистов.
Прародителем биатлона считаются соревнования военных патрулей — вид спорта, правила проведения которого напоминают современную биатлонную командную гонку. На сегодня существует много разновидностей биатлона, которые сочетают: лыжную гонку и стрельбу из спортивного лука, гонку на снегоступах и стрельбу из винтовки (биатлон на снегоступах), гонку на охотничьих лыжах и стрельбу из охотничьей винтовки (охотничий биатлон). Среди незимних видов биатлона выделяют летний биатлон — он сочетает бег и стрельбу (кросс-биатлон), гонку на лыжероллерах и стрельбу (лыжероллерный биатлон), и гонку на маунтин-байках (горных велосипедах) и стрельбу (биатлон на маунтин-байках). Из всех разновидностей биатлона только «классический» зимний биатлон, биатлон на снегоступах и летний биатлон курируются МСБ.

## История
Охота на лыжах издавна являлась частью быта многих северных народов. Однако рассматривать эту деятельность как некое подобие спортивных состязаний начали лишь с XVIII века. Первые официальные соревнования, отдалённо напоминавшие биатлон, прошли в 1768 году. Их организовали пограничники на шведско-норвежской границе. Несмотря на столь раннее зарождение, биатлон не получил распространения в других странах. Впервые на крупных международных соревнованиях состязания, напоминавшие современный биатлон, были включены в 1924 году на I зимних Олимпийских играх во французском Шамони. Назывались они «соревнования военных патрулей» (в некоторых источниках упоминаются также как «гонки военных патрулей») и проходили как демонстрационные состязания (хотя позже их участникам официально были вручены медали). В статусе демонстрационных состязаний соревнования военных патрулей позже были представлены на зимних Олимпиадах 1928, 1936 и 1948 годов, после чего их исключили из официального календаря в связи с нараставшими пацифистскими настроениями в мире по окончании Второй мировой войны.
3 августа 1948 года была создана Международная федерация современного пятиборья (фр. Union internationale de pentathlon moderne, UIPM — УИПМ), которая с 1953 года начала курировать биатлон. В 1954 году Международный олимпийский комитет признал биатлон как вид спорта. В 1957 году УИПМ в Стокгольме объявляет себя ответственной за проведение зимних биатлонных соревнований. Уже в следующем 1958 году проходит первое крупное международное биатлонное соревнование — чемпионат мира в австрийском Зальфельдене. Через два года биатлон включается в официальную программу зимних Олимпийских игр. В 1967 году впервые на чемпионате мира начали соревноваться юниоры (в том же месте, что и взрослые). С 1978 года начинается также история Кубка мира. Первоначально соревнования включали в себя лишь мужские гонки. Начиная с 1983 года женщины начинают соревноваться в Кубке Европы (ныне — Кубок IBU), а на следующий год проводится первый женский Чемпионат мира во французском Шамони. С сезона 1987/1988 женские дисциплины включаются в календарь Кубка мира, а со следующего сезона мужские дисциплины появляются в календаре Кубка Европы. В том же году Международный олимпийский комитет принимает решение включить женские дисциплины в программу зимних Олимпийских игр 1992 года во французском Альбервиле.
30 ноября 1992 года во французском городе Амели-ле-Бен-Палальда было принято решение об отделении биатлона от современного пятиборья. 2 июля 1993 года в Лондоне на Чрезвычайном конгрессе Международной федерации современного пятиборья и биатлона было официально объявлено о создании Международного союза биатлонистов, курируемого вышеназванной Федерацией. 12 декабря того же года в Зальцбурге начала свою работу штаб-квартира новой международной организации. С отделением биатлона от современного пятиборья началось расширение формата соревнований. В 1994 году в финском Контиолахти прошёл первый чемпионат Европы, через два года — первые крупные международные соревнования по летнему биатлону — чемпионат мира в австрийском Хохфильцене. 26—28 июня 1998 года проходил Третий регулярный конгресс Международного союза биатлонистов, на котором было принято решение окончательно отделиться от Международной федерации современного пятиборья и биатлона.

## Распространение и популярность
Биатлон популярен прежде всего в странах Центральной, Северной и Восточной Европы, в том числе в России. Наибольших успехов за всю историю биатлона достигли спортсмены ГДР, Германии, Норвегии. Заметное распространение биатлон имеет также в России, Франции, Австрии, Беларуси, Швеции, Украине, Италии, Китае и в таких странах Северной Америки, как Канада и США. Заметное повышение популярности биатлона одновременно с улучшением результатов спортсменов наблюдается в странах Восточной Европы. Всего в международных соревнованиях принимают участие спортсмены из 43 стран (по состоянию на 2013 год). При этом членами Международного союза биатлонистов являются федерации из 68 стран.

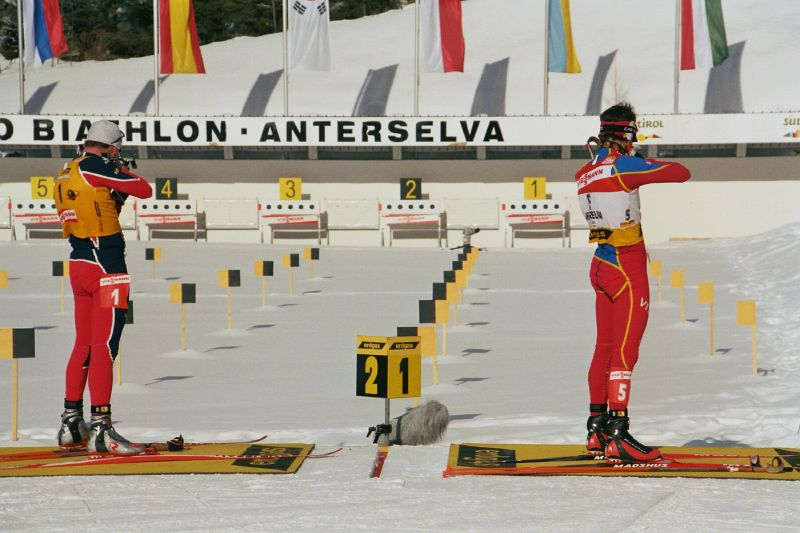
Огневой рубеж этапа Кубка мира.

## Биатлонные организации
До 1948 года не было организации, ответственной за развитие биатлона как вида спорта и за утверждение правил проведения соответствующих состязаний. С 1948 года биатлон курировали следующие международные организации:
- 1948—1966 годы — Международная федерация современного пятиборья;
- 1967—1992 годы — Международная федерация современного пятиборья и биатлона;
- 1993—1998 годы — Международный союз биатлонистов;
- с 1998 года Международный союз биатлонистов (МСБ) является самостоятельной организацией, которая Международным олимпийским комитетом признана ответственной за проведение международных биатлонных мероприятий.

МСБ тесно взаимодействует с иными международными организациями, в том числе с Международным олимпийским комитетом, Международным параолимпийским комитетом, Международной студенческой спортивной федерацией, ЮНЕСКО, Международным советом военного спорта и другими. Национальные биатлонные федерации являются членами МСБ, который представляет их некоммерческие интересы на международном уровне.
Основными документами МСБ являются (действующие редакции):
- 1993 год — Конституция МСБ (с последующими изменениями в 1994, 1996, 1998, 2000, 2004, 2006 и 2008 годах);
- 1994 год — Дисциплинарные правила МСБ (с последующими изменениями в 1996, 1998, 2000, 2002, 2004, 2006 и 2008 годах):
- 1998 год — Правила соревнований МСБ вместе с приложениями (с последующими изменениями в 2000, 2002, 2004, 2006 и 2008 годах);
- 2008 год — Антидопинговые правила МСБ.

Национальной биатлонной федерацией в России является Союз биатлонистов России (СБР), основанный в 1992 году. Он является общественной организацией, ответственной за развитие биатлона в России, проведение на её территории биатлонных мероприятий. СБР курирует региональные биатлонные федерации в субъектах Российской Федерации.

## Правила и снаряжение

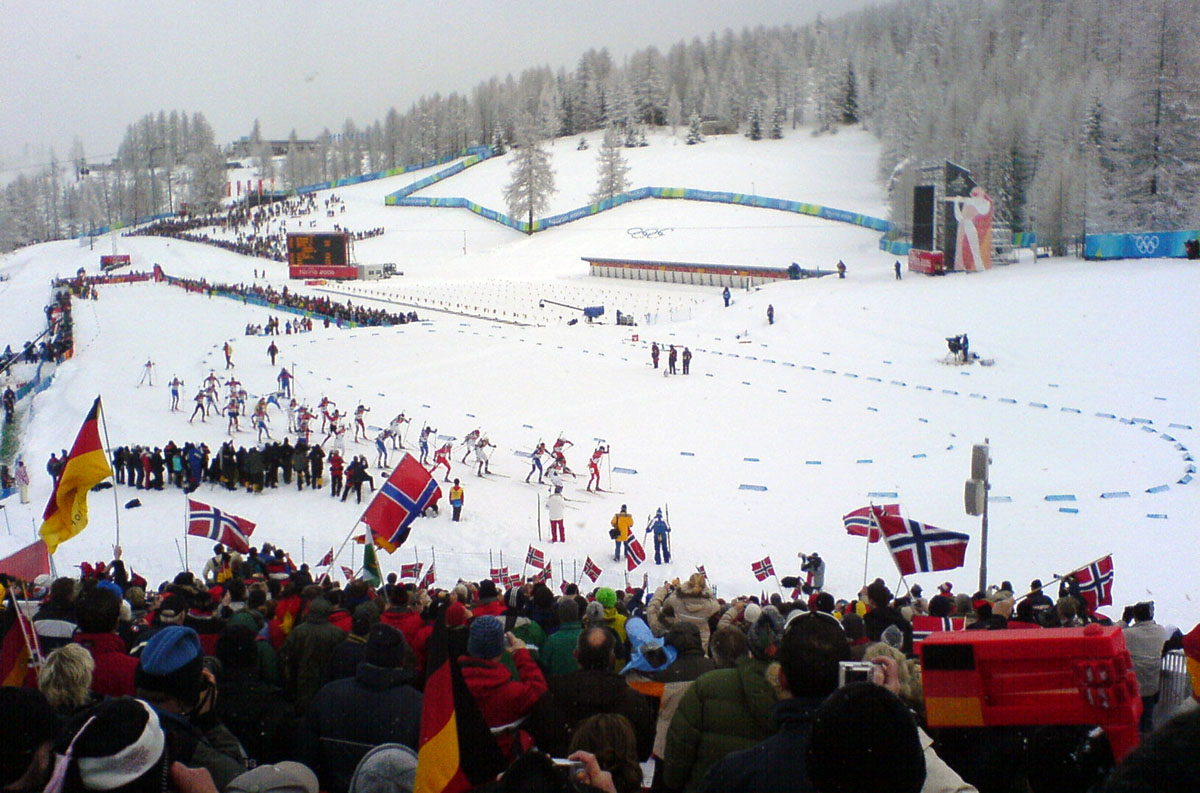
Масс-старт на зимних Олимпийских играх 2006 года в Турине

В биатлоне используется свободный стиль передвижения на лыжах. Длина лыж зависит от роста спортсмена — они не должны быть короче, чем рост спортсмена минус 4 см, максимальная длина не ограничена. Минимальная ширина лыж — 4 см, масса — не менее 750 граммов. Используются обычные лыжи и лыжные палки для лыжных гонок (длина палок не должна превышать рост спортсмена; не разрешаются палки изменяемой длины и усиливающие толчок).
Для стрельбы применяются винтовки с минимальным весом 3,5 кг, которые во время гонки транспортируются на спине. Запрещено автоматическое и самозарядное оружие. При спуске крючка указательный палец должен преодолевать усилие как минимум 500 г. Прицелу винтовки не разрешено иметь эффект увеличения цели, используется кольцевая мушка и диоптрический прицел, которые при стрельбе нужно совместить с кружком мишени. Калибр патронов составляет 5,6 мм (до 1977 года — 7,62 мм; также винтовки калибра 6,5 мм). Скорость пули при выстреле на расстоянии 1 м от среза ствола не должна превышать 380 м/с.

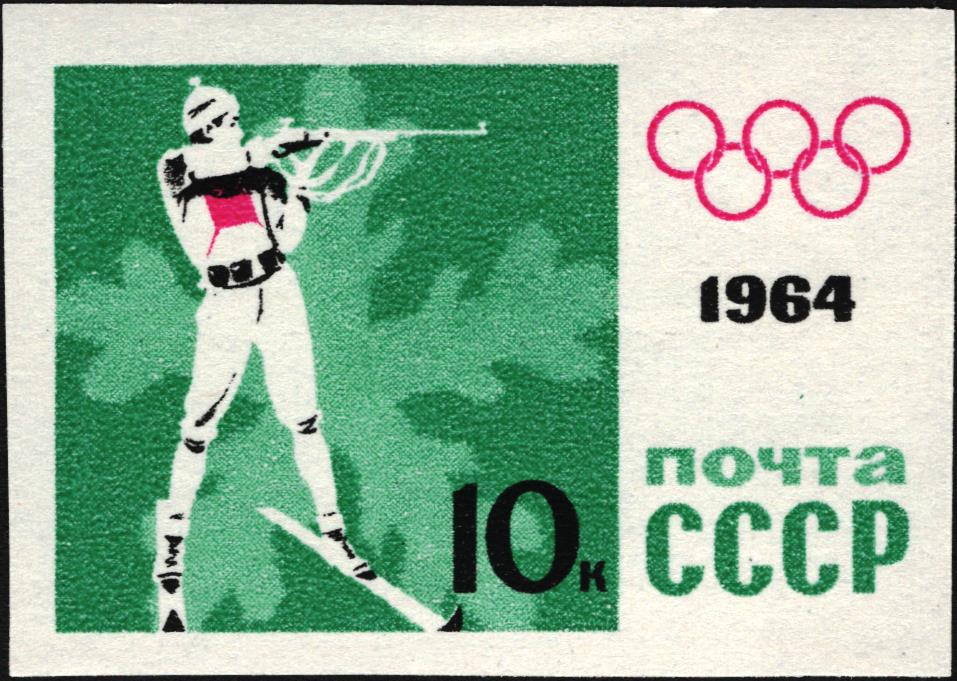
Почтовая марка СССР, 1964 год. IX зимние Олимпийские игры в Инсбруке (Австрия). Биатлон.

На стрельбище расстояние до мишеней составляет 50 метров (до 1977 года — 100 метров). Мишени, используемые на соревнованиях, традиционно чёрного цвета, в количестве пяти штук на одной белой пластине. По мере попадания мишени закрываются белым клапаном, что позволяет биатлонисту сразу увидеть результат своей стрельбы. (Ранее использовалось множество разновидностей мишеней, в том числе раскалывающиеся при попадании пластинки и надувные шары.) Пристрелка перед соревнованиями проводится по бумажным мишеням, аналогичным используемым в пулевой стрельбе. Каждая мишень представляет собой чёрный кружок в углублении пластины, диаметром 115 мм. При стрельбе стоя засчитывается попадание в любую зону кружка, при стрельбе лёжа только в чёрный кружок диаметром 45 мм, центр которого совпадает с центром кружка 115 мм. Возможен рикошет пули в кружок при попадании в край пластины, тогда тоже засчитывается попадание. На биатлонном жаргоне в таком случае говорят «прошёл габарит». Во всех видах гонок, за исключением эстафеты, на каждом огневом рубеже у биатлониста в распоряжении пять выстрелов. В эстафете можно использовать три дополнительных патрона на каждом рубеже, заряжаемых вручную.
Наиболее распространены немецкие винтовки Anschütz и российские «Биатлон». Подкатывая к огневому рубежу, спортсмен обычно производит следующие действия:
- отщёлкивает защитную крышку канала ствола и мушки винтовки (защищает от попадания снега)
- кладёт лыжные палки на землю
- не снимая лыж, становится (при стрельбе лёжа — ложится) на специальный коврик. Некоторые спортсмены, исходя из погодных условий, при стрельбе из положения стоя, ввиду возможного образования скользящей поверхности на коврике или сильного ветра, наступают какой-либо частью лыжи на положенные палки, тем самым повышая устойчивость позы.
- снимает винтовку с плеч
- вынимает магазин из кассеты, расположенной в прикладе ложа или сбоку от ствола и вставляет его в магазинное окно винтовки
- отщёлкивает защитную крышку диоптрического прицела
- прикрепляет стрелковый ремень на винтовке к петле на руке (для устойчивости винтовки при стрельбе, обычно только при стрельбе лёжа)
- направляет винтовку на свои мишени, проверяя по номеру, что они не чужие
- смотрит на ветровые флажки и, в случае сильного ветра, корректирует калибраторы прицела
- стреляет по мишеням, после каждого выстрела вручную перезаряжая винтовку с помощью рукоятки.

## Виды гонок
На сегодня в рамках крупнейших международных биатлонных соревнований проводится восемь видов гонок:
- индивидуальная гонка
- спринт
- командная гонка
- гонка патрулей
- гонка преследования
- масс-старт
- эстафета
- смешанная эстафета
- одиночная смешанная эстафета
- суперспринт

Что касается штрафов за промахи, то в одном виде гонки — в индивидуальной гонке — он равен штрафной минуте, в других биатлонистам приходится преодолевать штрафной круг, который в одиночной смешанной эстафете и суперспринте равен 75 метрам, а в остальных гонках — 150.
В спринте и на каждом этапе командных видов гонок биатлонисты стреляют два раза — сначала лёжа, затем — стоя. В пасьюте (гонке преследования) и масс-старте четыре стрельбы: сначала две из положения лёжа, затем ещё две из положения стоя. В индивидуальной гонке тоже четыре стрельбы, однако стрельба ведётся поочерёдно: на первом и третьем огневых рубежах из положения лёжа, на втором и четвёртом — из положения стоя.
Ещё существует вид, не входящий в кубок мира, под названием мега масс-старт.

## Виды соревнований
Биатлонные соревнования проводятся на самых различных уровнях. Условно все соревнования можно разделить на две группы — разновидовые, которые помимо биатлонных дисциплин включают в себя и другие виды спорта, а также собственно биатлонные соревнования, которые можно разделить на кубковые и некубковые. Кроме того, проводятся различные неофициальные коммерческие биатлонные соревнования.

### Биатлон на разновидовых соревнованиях
На разновидовых соревнованиях решение о том, включать биатлон в календарь состязаний или нет, решает международная организация, курирующая соответствующие соревнования, совместно с Международным союзом биатлонистов. При проведении разновидовых соревнований правила МСБ могут немного корректироваться в зависимости от специфики соревнований, от состава их участников. Так, на зимних Всемирных играх мастеров участники старше 60 лет не возят винтовку с собой по трассе, а оставляют её на стрельбище.
Самым значительным и массовым из разновидовых соревнований, на которых представлен биатлон, являются зимние Олимпийские игры. Биатлон в его современном виде представлен на этих соревнованиях с 1960 года (женские старты начали проводиться лишь с 1992 года), хотя ещё с 1924 года проводились соревнования военных патрулей, ставшие прародителем биатлона. Современная олимпийская биатлонная программа включает в себя соревнования в индивидуальной гонке, спринте, пасьюте, масс-старте, смешанной эстафете и эстафете у мужчин и женщин. Кроме того, биатлон представлен на зимних Универсиадах, лыжных чемпионатах мира среди военных, зимних Всемирных играх мастеров и зимних Всемирных военно-спортивных играх, а с 2012 года планировалось проведение биатлонных состязаний в рамках зимних юношеских Олимпийских игр.
Биатлонные старты проходили и проходят не только на международных состязаниях, но и в рамках региональных (например, на Арктических зимних играх и на Празднике Севера) и локальных разновидовых соревнований (например, на зимней Спартакиаде народов СССР и зимних Канадских играх).
| № п/п                         | Соревнование                                       | Начало проведения | Включение биатлона в программу |
| ----------------------------- | -------------------------------------------------- | ----------------- | ------------------------------ |
| Без регионального ограничения |                                                    |                   |                                |
| 1                             | Зимние Олимпийские игры                            | 1924              | 1960                           |
| 2                             | Зимние Универсиады                                 | 1960              | 1983                           |
| 3                             | Зимние Всемирные игры мастеров                     | 2010              | 2010                           |
| 4                             | Зимние Всемирные военно-спортивные игры            | 2010              | 2010                           |
| 5                             | Зимние юношеские Олимпийские игры                  | 2012              | 2012                           |
| Региональные                  |                                                    |                   |                                |
| 6                             | Праздник Севера                                    | 1934              | 1974                           |
| 7                             | Арктические зимние игры                            | 1970              | 1986                           |
| 8                             | Зимние Азиатские игры                              | 1986              | 1986                           |
| 9                             | Зимние Европейские юношеские олимпийские фестивали | 1993              | 1993                           |

### Кубковые биатлонные соревнования

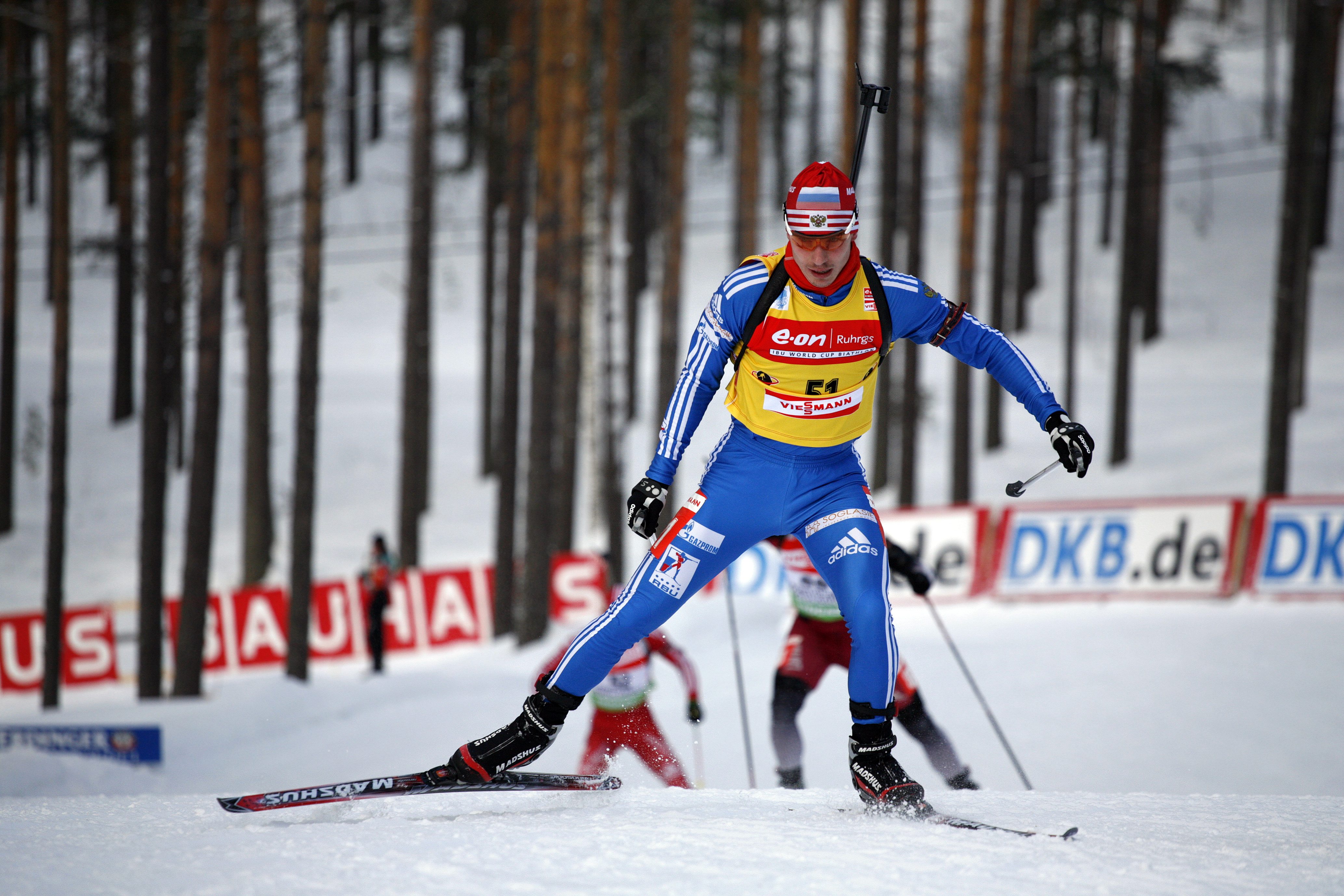
Евгений Устюгов, Кубок мира, Контиолахти 2010 год

Среди кубковых биатлонных соревнований наиболее представительным является Кубок мира. Он проводится среди мужчин с сезона 1977/1978 и среди женщин с сезона 1987/1988, представляет собой серию состязаний, разделённых на этапы. Каждый этап включает в себя несколько мужских и женских гонок. На протяжении всего биатлонного сезона по результатам Кубка мира ведётся рейтинг биатлонистов как в отдельных дисциплинах (индивидуальная гонка, спринт, пасьют и масс-старт), так и во всех дисциплинах вместе взятых (общий зачёт Кубка мира). Кроме того, ведётся рейтинг национальных биатлонных федераций в зачёте эстафетных гонок, а также в зачёте Кубка наций.
Вторым по значимости кубковым биатлонным соревнованием является Открытый Кубок Европы, также известный как Кубок IBU. По представительности Кубок IBU уступает только Кубку мира. Он также разделён на этапы, включающие в себя состязания среди мужчин, женщин, юниоров и юниорок. Кубок IBU (в начале он назывался Кубком Европы) проводится с сезона 1988/1989 у мужчин и с сезона 1982/1983 у женщин. По результатам выступлений ведётся рейтинг биатлонистов как в отдельных дисциплинах (индивидуальная гонка, спринт, пасьют), так и во всех дисциплинах вместе взятых (общий зачёт Кубка IBU). Рейтинги национальных биатлонных федераций в Кубке IBU официально не ведутся. Кроме Кубка мира и Кубка IBU на международном уровне существуют ещё два континентальных кубковых биатлонных соревнования — Кубок Северной Америки и Кубок Южной Америки. Предусмотрено проведение Кубка Азии.
Биатлон представлен также на региональных (например, Кубок Балкан) и локальных (национальных) кубковых соревнованиях (практически каждая крупная национальная биатлонная федерация организует проведение кубковых соревнований в своей стране).

### Некубковые биатлонные соревнования
Чемпионат мира по биатлону — самое первое крупное международное соревнование, проходившее в первый раз 1958 году в австрийском Зальфельдене. И по сей день по представительности он является крупнейшим международным биатлонным событием, а по престижности уступает разве что зимним Олимпийским играм. Сначала на чемпионатах мира соревновались только мужчины, с 1967 года начали проводиться чемпионаты мира среди юниоров (в тех же местах, что и мужские чемпионаты мира). В олимпийский 1984 год во французском Шамони были проведены юниорский и женский чемпионаты мира, и, начиная с этого времени, и до 1989 года (когда мужской и женский чемпионаты мира были объединены, а юниоры начали соревноваться отдельно) они соревновались в одних и тех же местах. Современная программа взрослых чемпионатов мира включает в себя соревнования в индивидуальной гонке, спринте, пасьюте, масс-старте и эстафете у мужчин и женщин, а также смешанной эстафете. Юниорский чемпионат мира включает в себя те же дисциплины (за исключением смешанной эстафеты) у юниоров и юниорок, а также (с 2002 года) у юношей и девушек.
Среди континентальных некубковых биатлонных соревнований наиболее представительным является открытый чемпионат Европы по биатлону U26. Он проводится с 1994 года и включает в себя выступления в индивидуальной гонке, спринте и гонке преследования среди мужчин и женщин, а также среди юниоров и юниорок; кроме того, выступления в эстафетах среди мужчин и женщин и смешанной эстафете среди юниоров и юниорок. Кроме чемпионата Европы проводятся чемпионат Азии, чемпионат Северной Америки и чемпионат Южной Америки.
Помимо различных международных чемпионатов с 2002 по 2006 год проводились так называемые Гран-при IBU — некубковые международные биатлонные соревнования, проходившие по завершении Кубка мира среди его участников в Ханты-Мансийске и включавшие несколько мужских и женских гонок. На локальном (национальном) уровне практически каждая национальная биатлонная федерация проводит свои некубковые биатлонные соревнования. Как правило, это чемпионат той или иной страны по биатлону.

### Коммерческие биатлонные соревнования
Коммерческие соревнования носят неофициальный статус и рассчитаны на привлечение большого числа зрителей. Поэтому в них принимает участие, как правило, большое число выдающихся биатлонистов и биатлонисток из самых разных стран, а правила проведения самих гонок существенно изменены под формат тех или иных соревнований. Среди коммерческих биатлонных соревнований можно назвать World Team Challenge, больше известную как Рождественская гонка звёзд биатлона, соревнования на Приз памяти Виталия Фатьянова, Гонка чемпионов в Москве.

## Участники соревнований

### Деление по классам
На официальных международных кубковых и некубковых биатлонных соревнованиях все спортсмены делятся на три класса:
- мужчины и женщины;
- юниоры и юниорки;
- юноши и девушки.

Биатлонисты и биатлонистки, которым до 31 декабря года, в котором начался биатлонный сезон (стартует в последние дни ноября), исполнился 21 год (22 по новым правилам), именуются «мужчинами» и «женщинами», и имеют право выступать только во взрослых соревнованиях данного сезона. Лица, которым до указанной выше даты исполнилось 19 лет, именуются «юниорами» и «юниорками». Они имеют право выступать как на соревнованиях для юниоров и юниорок, так и на взрослых соревнованиях. Лица, не достигшие указанных выше возрастов, именуются «юношами» и «девушками». Они имеют право выступать на любых уровнях соревнований: для юношей и девушек; для юниоров и юниорок; для мужчин и женщин. Однако в каком-либо соревновании (например, на чемпионате мира среди юниоров, где ведётся зачёт как среди юниоров и юниорок, так и среди юношей и девушек; или чемпионате Европы, где ведётся зачёт как среди мужчин и женщин, так и среди юниоров и юниорок) в индивидуальной гонке, спринте и пасьюте они могут выступать только в одном и том же классе спортсменов. Кроме того, юноши и девушки могут участвовать только в одной из эстафет юниорского чемпионата мира. На отдельных соревнованиях регламент может предусматривать иные ограничения по возрасту участников. Например, с сезона 2008/2009 к участию в чемпионатах Европы допускались мужчины и женщины, которым на 1 января года, когда проводится соответствующий чемпионат, не исполнилось 27 лет. С сезона 2014/2015 это ограничение было отменено.
На разновидовых соревнованиях, в рамках которых представлен биатлон, а также на коммерческих биатлонных соревнованиях приведённое выше деление участников по классам, как правило, не учитывается. Организации, ответственные за проведение разновидовых соревнований, и организаторы коммерческих биатлонных стартов сами устанавливают допустимый возраст участников, их деление по тем или иным категориям.
|              |         | Мужчины | Женщины | Юниоры  | Юниорки | Юноши | Девушки |
| ------------ | ------- | ------- | ------- | ------- | ------- | ----- | ------- |
| Кубковые     |         |         |         |         |         |       |         |
| Кубок мира   | 1977/78 | 1987/88 | —       | —       | —       | —     |         |
| Кубок IBU    | 1988/89 | 1982/83 | 2015/16 | 2015/16 | —       | —     |         |
| Некубковые   |         |         |         |         |         |       |         |
| ЧМ           | 1958    | 1984    | —       | —       | —       | —     |         |
| ЧМЮ          | —       | —       | 1967    | 1989    | 2002    | 2002  |         |
| ЧЕ           | 1994    | 1994    | 1994    | 1994    | —       | —     |         |
| Гран-при IBU | 2002    | 2002    | —       | —       | —       | —     |         |

### Первые победители
Первыми победителями общего зачёта Кубка мира в 1978 году стали биатлонист из ГДР Франк Ульрих и в 1987 году норвежская биатлонистка Анне Эльвебакк. Общий зачёт Кубка Европы (ныне — Кубок IBU) впервые выиграли норвежка Гру Эствик в 1983 году и западногерманский биатлонист Хольгер Шёнтир в 1989 году. Первым олимпийским чемпионом в биатлоне стал в 1960 году швед Клас Лестандер, первым чемпионом мира в 1958 году — тоже швед Адольф Виклунд (оба выиграли индивидуальную гонку на 20 км). Первыми в истории олимпийскими чемпионками стали победительницы Игр 1992 года: в спринте — выступавшая за Объединённую команду Анфиса Резцова, в индивидуальной гонке на 15 км — немецкая биатлонистка Антье Харви (Мизерски), в эстафете — французская команда в составе Коринн Ниогре, Вероник Клодель и Анн Бриан. Советская биатлонистка Венера Чернышова на первом женском чемпионате мира в 1984 году стала абсолютной чемпионкой мира во всех трёх дисциплинах — индивидуальной гонке, спринте и эстафете (в эстафетную команду, помимо Венеры Чернышовой, входили также Людмила Заболотная и Кайя Парве). На олимпийских играх 2002 года в Солт-Лейк-Сити в программу соревнований впервые была включена «гонка преследования». Первыми олимпийскими чемпионами в этом виде стали норвежский биатлонист Уле Эйнар Бьёрндален и российская биатлонистка Ольга Пылева (Медведцева). На зимних Олимпийских играх 2006 года в программу впервые вошли масс-старты. Первым олимпийским чемпионом в масс-старте стал немецкий биатлонист Михаэль Грайс, а первой олимпийской чемпионкой — шведская биатлонистка Анна Карин Улофссон-Зидек. Смешанная эстафета впервые была представлена на Олимпийских играх 2014 года в Сочи. Первыми победителями стали биатлонисты из Норвегии Тура Бергер, Тириль Экхофф, Уле-Эйнар Бьёрндален и Эмиль-Хегле Свендсен.

### Самые успешные
Объективным критерием успешности того или иного спортсмена является количество выигранных им соревнований. Одними из самых представительных и престижных являются биатлонные старты на зимних Олимпийских играх, а также чемпионаты мира по биатлону и Кубок мира. Исходя из этого самыми успешными на сегодня являются: носящий неофициальный титул «короля биатлона» норвежский биатлонист Уле Эйнар Бьёрндален — 8-кратный олимпийский чемпион; белорусская спортсменка Дарья Домрачева, 4-кратная олимпийская чемпионка, завоевавшая, в частности, три золотых олимпийских медали на одной Олимпиаде и получившая Большой хрустальный глобус в сезоне 2014/2015; Кати Вильхельм — 3-кратная олимпийская чемпионка, завершившая свою карьеру в сезоне 2009/2010. Уле Эйнар имеет больше всего побед на чемпионатах мира (20), на этапах Кубка мира (95 побед, 94 из которых в биатлоне и ещё одна в лыжных гонках), также он побеждал в общем зачёте Кубка мира — шесть раз. Среди женщин больше всего побед на чемпионатах мира имеет немецкая биатлонистка Магдалена Нойнер — она является 12-кратной чемпионкой мира. А вот лучший результат по числу побед в общем зачёте Кубка мира и на этапах Кубка мира у женщин принадлежит выдающейся шведской биатлонистке Магдалене Форсберг (Валлин) — 6-кратной обладательнице Большого хрустального глобуса, на счету которой 42 победы на этапах Кубка мира. Магдалена Форсберг завершила свою карьеру в сезоне 2001/2002, и после неё только две биатлонистки смогли победить в общем зачёте Кубка мира более двух раз — это Магдалена Нойнер и Кайса Макарайнен (обе имеют по три Больших Хрустальных Глобуса). Нойнер также является обладательницей наибольшего числа побед на этапах Кубка мира (34) среди тех, кто выступал до недавнего времени — сезон 2011/2012 стал для Магдалены Нойнер последним в её карьере.

### Клуб «Зеро»
В 1999 году Международный союз биатлонистов основал так называемый Клуб «Зеро» — это символический элитный спортивный клуб, в который входят биатлонисты и биатлонистки, выигравшие золотую медаль зимних Олимпийских игр или чемпионатов мира в личных гонках (индивидуальной гонке, спринте, пасьюте или масс-старте) с нулевым (то есть без единого промаха) результатом в стрельбе.

## Вещание и реклама
Трансляции биатлонных соревнований чаще всего проводятся в тех странах, где биатлон наиболее популярен. Например, к таким странам относятся Германия (вещатели — ARD, ZDF), Австрия (ORF), Норвегия (NRK), Франция (L'Équipe), Финляндия (YLE), Эстония (ETV), Латвия (LTV 7), Литва (LRT), Хорватия (HRT), Польша (Polsat), Швеция (Sveriges Television), Россия (Матч ТВ, Первый канал), Белоруссия (Белтелерадиокомпания), Словения (RTV), Босния и Герцеговина (Радио и телевидение Боснии и Герцеговины), Болгария (Болгарское национальное телевидение), и Южная Корея (Korean Broadcasting System); также биатлонные соревнования показывает Eurosport. Гонки Кубка мира можно смотреть на сайте.
Биатлонные соревнования IBU спонсируются различными компаниями, штаб-квартира многих из них находится в Германии. Например, это компании E.ON Ruhrgas (энергетика), Krombacher (пиво) и Viessmann (отопительные системы).

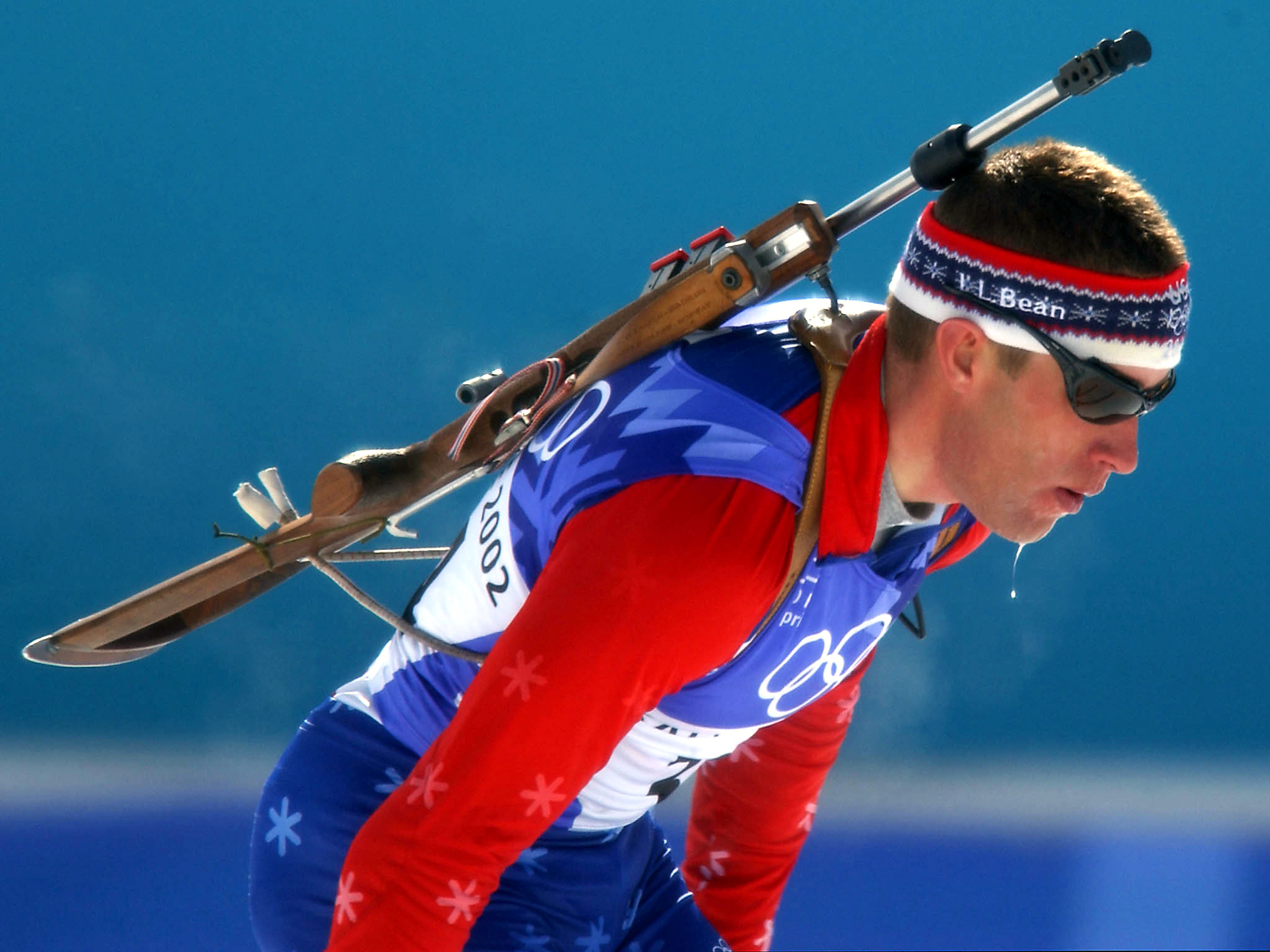
Американский биатлонист Джереми Тила на Олимпийских играх 2002 года.